# Nationale Musikakademie der Ukraine Peter Tschaikowski
Nationale Musikakademie der Ukraine Peter Tschaikowski (ukrainisch Національна музична академія України ім. П. І. Чайковського, bis 1995 Kiewer Konservatorium, Київська консерваторія) ist die bekannteste musikalische Ausbildungsstätte der Ukraine.

## Geschichte
Die Gründung erfolgte 1863. Das Konservatorium ging aus einer Musikschule hervor, die 1868 von der Russischen Musikgesellschaft eröffnet worden war. Sein erster Rektor war der Pianist, Komponist und Musikpädagoge Wladimir Puchalski (1913), ihm folgte der Komponist Reinhold Glière (1914–1920). Nachdem die Lehranstalt seit 1928 Teil des Lysenko-Musik- und Theaterinstituts war, wurde sie 1934 abgetrennt und in das Kiewer Staatliche Konservatorium umgewandelt; 1940 erhielt es anlässlich des 100. Geburtstags des Komponisten den Namenszusatz „Peter Tschaikowsky“. 1995 wurde die Institution gemäß einer Verordnung des damaligen Präsidenten der Ukraine Leonid Kutschma in „Nationale Musikakademie der Ukraine (NMAU), benannt nach Peter Tschaikowsky“ umbenannt. Seit der Annexion der Krim 2014 und insbesondere seit dem russischen Überfall auf die Ukraine 2022 ist die Benennung nach dem russischen Komponisten umstritten.
Die NMAU ist die größte Musikhochschule der Ukraine und spielt eine wichtige Rolle im Musikleben des Landes. An der Akademie studieren etwa 2000 ukrainische Studenten und auch mehr als 200 ausländische Studenten.
Die NMAU liegt am zentralen Platz von Kiew, dem Majdan Nesaleschnosti (deutsch „Platz der Unabhängigkeit“). Das Gebäude wurde in den 1890er Jahren erbaut (Architekten Eduard Bradtman und Georg Schleifer). 1955–1958 wurde das Gebäude umgebaut und um einen Konzertsaal erweitert (Architekten Lev Katok und J. Krasny).

## Bekannte Absolventen
- Pianisten: Vladimir Horowitz, Milana Chernyavska, Valentina Lisitsa, Alexander Brailowsky, Anatole Kitain, Alexander Uninski
- Sänger: Georges Baklanoff, Olga Bezsmertna, Jerry Heil, Anatoli Kotscherga, Olga Kulchinskaya, Victoria Loukianetz, Jewhenija Miroschnytschenko, Olga Mykytenko, Taras Schtonda, Anatoli Solowjanenko
- Dirigenten: Roman Kofman, Wolodymyr Sirenko, Natan Rachlin, Kirill Karabits, Jurij Kerpatenko, Wolodymyr Kozhukhar, Lew Wenedyktow
- Komponisten: Borys Ljatoschynskyj, Walentyn Sylwestrow, Jewhen Stankowytsch, Lewko Rewuzkyj, Vernon Duke, Ihor Schtscherbakow, Iwan Karabytz, Wadym Homoljaka
- Flötist: Andriy Protsenko, Oleg Kudrjaschow, Dmytro Medolis
- Oboist: Mykola Kononow, Wadym Boyko, Alexander Besuglyi
- Klarinettist: Wjatscheslaw Tichonow, Mostovyi Iwan
- Hornist: Mykola Jurtschenko, Wolodzmyr Pylyptschak
- Trompeter: Georgiy Orwid, Wilhelm Jablonski
- Posaunist: Wasyl Garan, Alexander Dobrosedow
- Schlaginstrumenten: Alexander Blinow
- Bratschist: Dmytro Gawrylets, Alexander Moshnenko
- Violinisten: Oleh Krysa, Alexei Gorokhov
- Cellist: Soltan Almaschi, Iwan Kutscher
- Kontrabassist: Boguslaw Soika, Andrij Stukalenko

## Bekannte Professoren
- Pianisten: Heinrich Neuhaus, Felix Blumenfeld, Simon Barere
- Dirigenten: Iwan Karabyz, Roman Kofman, Wolodymyr Sirenko, Wolodymyr Kozhukhar
- Komponisten: Myroslaw Skoryk, Borys Ljatoschynskyj, Jewhen Stankowytsch, Reinhold Glière
- Violinisten: Bohodar Kotorowytsch, Oleh Krysa, Alexei Gorokhov
- Sänger: Jewhenija Miroschnytschenko
- Fagottist: Wolodymyr Apatskyj
- Hornist: Mykola Jurtschenko
- Trompeter: Wilhelm Jablonski
- Flötist: Wolodymyr Antonow
- Cellist: Wadim Tscherwow
- Bandurist: Andrij Bobyr